# Her Bright Skies
Her Bright Skies is een Zweedse poppunk/posthardcoreband afkomstig uit Jönköping.

## Biografie
De band werd opgericht in 2006 en bracht datzelfde jaar nog een zelf-getitelde ep uit, het jaar erna gevolgd door het eveneens zelfstandig geproduceerde Behind Quiet Waters. Dit leverde de band een contract op bij het label Panic 19, waar ze in 2008 hun debuutalbum A Sacrament: Ill City uitbrachten. Het tweede album,  Causing A Scene, volgde twee jaar later via het Zweedse indielabel Panic & Action. De band vloog vervolgens naar Engeland op een videoclip voor de single  Little Miss Obvisible op te nemen. 
In de zomer van 2010 toerde de band ter promotie van hun tweede album door Zweden en stonden ze onder andere op het Pier Pressure festival. Ook verzorgde de band het voorprogramma voor het Scandinavische deel van de toer van Bring Me the Horizon en gaven ze samen met Adept zes optredens in Duitsland.
In februari 2012 begon de band aan de opnames van haar derde album in New York. Het album zou Rivals gaan heten en werd een jaar later in 2013 uitgebracht. Ter promotie toerde de band voor het eerst door de Verenigde Staten. Drummer Jonas Gudmundsson maakte op 6 januari 2014 bekend de band te verlaten. Nadat het lange tijd stil was geweest rondom de band, kondigden ze begin 2016 uit elkaar te gaan. De laatste show werd op 25 maart van datzelfde jaar gegeven.
Vier jaar later kondigde de band echter haar terugkeer aan. Op 25 maart 2020 verscheen vervolgens een nieuwe single, Broken getiteld.

## Bezetting
Huidige formatie
- Johan "Jaybee" Brolin - vocalen
- Niclas Sjostedt - gitaar
- Joakim "Jolle" Karlsson - bas, vocalen
- Peter "Pete" Nilsson - gitaar, vocalen

Voormalige leden
- Jonas Gudmundsson - drums
- Albin Blomqvist - bas, vocalen

## Discografie
Studioalbums
- 2008: A Sacrament; Ill City
- 2010: Causing A Scene
- 2012: Rivals

Ep's
- 2006: Her Bright Skies
- 2007: Beside Quiet Waters
- 2012: DJ Got Us Falling In Love
- 2015: Prodigal Son